# هالة حليم
هالة يوسف حليم يوسف هي أكاديمية ومترجمة مصرية. تعمل أستاذًا مساعدًا للأدب المقارن بقسم الدراسات الشرق أوسطية والإسلامية بجامعة نيويورك.
حصلت هالة حليم على ليسانس الآداب من جامعة الإسكندرية سنة 1985، ثم درجة الماجستير من الجامعة الأمريكية بالقاهرة سنة 1992. وفي سنة 2004، حصلت على درجة الدكتوراه من جامعة كاليفورنيا في لوس أنجلوس.

## أعمالها

### مؤلفات
- الكوزموبوليتانية السكندرية (بالإنجليزية: Alexandrian Cosmopolitanism: An Archive)‏ ـ (دار نشر جامعة فوردهام، 2013).[1]

### ترجمة
- ترجمة رواية صخب البحيرة لمحمد البساطي إلى الإنجليزية (قسم النشر بالجامعة الأمريكية بالقاهرة، 2004).:[1] وهي الترجمة التي استحقت بموجبها جائزة الدولة التشجيعية (2006)، كما رُشحت سنة 2006 لجائزة بانيبال عن نفس الترجمة.[2]
- ترجمة رواية أوان القطاف لمحمود الورداني إلى الإنجليزية (قسم النشر بالجامعة الأمريكية بالقاهرة، 2008).[1]

## جوائز
- جائزة الدولة التشجيعية سنة 2006: عن ترجمتها لرواية محمد البساطي «صخب البحيرة».[1]